# Platja de les Barques (Sant Andreu de Llavaneres)
La platja de les Barques és una platja urbana de la costa del Maresme, del municipi de Sant Andreu de Llavaneres (Maresme). Limita al nord-est amb el Port Balís, que la separa de la platja de Sant Vicenç de Montalt, i al sud-oest amb la platja de l'Estació, sense que hi hagi cap element del paisatge que indiqui on comença una i on acaba l'altra. Entre les dues formen un arenal de 400 metres de longitud, que transcorre paral·lel a la via del tren i a la carretera N-2. Té una longitud de 127 metres i una amplada mitjana de 51 metres. Orientada al sud-sud-est, està formada per sorra gruixuda, amb un pendent d'entrada a l'aigua molt fort. Hi desemboca la riera de Llavaneres. Disposa de dutxes, bars de platja i un lloc de la Creu Roja.
L'Agència Catalana de l'Aigua efectua un control quinzenal de la qualitat de l'aigua, durant la temporada de bany, amb el resultat de bona. Està guardonada amb la Bandera Blava, que reconeix internacionalment la qualitat de l'aigua i serveis.